# Museo del paesaggio
Il Museo del Paesaggio è fondato nel 1909 a Pallanza su iniziativa di Antonio Massara e dell'associazione Pro Verbano.

## Storia
Nato come "Museo storico artistico del Verbano e delle Valli adiacenti", è ufficialmente inaugurato il 19 settembre 1909, con una "Mostra Storico Artistica Regionale" ospitata nelle sale dell'antica Casa Viani, messa a disposizione dal Comune di Pallanza. Presto trasferitosi nelle sale dell'Asilo Comunale, il Museo trova la sua definitiva collocazione nel 1914 presso la sede di Palazzo Viani Dugnani, di proprietà comunale. In questa occasione cambia anche l'intitolazione dell'istituzione, che diventa "Museo del paesaggio": con il termine "paesaggio" il fondatore Massara intente "non il cliché stereotipo dei panorami naturali, ma l'aspetto intimo e profondo e continuamente mutabile sotto l'impronte della vita umana, della visibile scena del mondo". Tra le prime iniziative ideate da Antonio Massara c'è la Galleria d'arte del Paesaggio, destinata a ospitare vedute del territorio realizzate da artisti ottocenteschi e contemporanei, la cui formazione è favorita da alcune importanti donazioni e dal mecenatismo di alcune importanti figure, tra le quali Marco De Marchi. 
Dopo un periodo di crisi che segue la morte del fondatore, l'attività del Museo riacquista vigore verso la fine degli anni trenta. Dopo la morte di Paolo Troubetzkoy (1938) e rispettando la volontà dell'artista, i suoi eredi donano al Museo tutte le opere conservate nello studio parigino di Neuilly-sur-Seine e in quello alla Cà Bianca di Suna. Nel 1939, con la nascita della città di Verbania, il Museo acquisisce le opere d'arte già conservate nella Sala Storica Intrese, tra le quali diversi lavori di Luigi Litta e di Daniele Ranzoni. 
Un'altra stagione di crescita e rinnovamento investe il Museo del paesaggio a partire dagli anni sessanta, grazie alla stretta collaborazione che si instaura con la Soprintendenza alle Gallerie del Piemonte, guidata da Noemi Gabrielli, e soprattutto grazie a un nuovo gruppo di volontari, animati da Gianni Pizzigoni, che dal 1972 è incaricato dal Comune di Verbania di riorganizzare l'istituzione. Da questo momento il Museo organizza annualmente importanti esposizioni e cura pubblicazioni dedicate ad artisti locali e no, approfondendo in maniera sempre più incisiva il legame tra il territorio e le collezioni del Museo.
Nel frattempo le collezioni seguitano ad arricchirsi. Nel 1961 giungono al Museo i materiali archeologici scavati a Ornavasso nell'ultimo decennio dell'Ottocento da Enrico Bianchetti. Nel 1979 Egle Rosmini, compagna di Arturo Martini, offre cinque sculture dell'artista proponendo inoltre l'acquisto di un cospicuo numero di opere, che viene portato a termine grazie a un contributo regionale l'anno successivo. Nel 1980 giungono anche le opere di Giulio Branca, nativo di Cannobio, donate dagli eredi dell'artista. Diciannove dipinti di Mario Tozzi entrano a far parte delle collezioni nel 1996, donate dal fratello del pittore sulla scorta del successo della mostra dedicata all'artista l'anno precedente. 
Nello stesso anno la pittrice Elide Ceretti dispone, nel suo testamento, il lascito al Museo di tutte le sue opere (più di novecento dipinti) e il complesso della sua abitazione, perché diventi uno spazio didattico. Dopo la morte dell'artista, Casa Ceretti è ristrutturata e diventa la sede del Museo destinata agli eventi espositivi legati al contemporaneo, alle residenze d’artista e a diverse attività laboratoriali e di sperimentazione e ricerca artistica.

## Le collezioni

### Pittura
La parte dedicata alla pittura ospita alcuni affreschi risalenti al XV secolo e dipinti dal XV al XX secolo, la maggior parte di origine lombarda o piemontese compresi tra il tardo XVIII secolo e il tardo XIX secolo. Tra gli autori presenti Daniele Ranzoni, Guido Boggiani, Carlo Fornara, Luigi Bolongaro e Mario Tozzi.

### Scultura
Nella sezione scultura occupa una posizione di rilievo la gipsoteca Troubetzkoy, che raccoglie 342 opere tra lavori preparatori in gesso e sculture di marmo, bronzo, cera e terracruda dell'artista verbanese di origine russa, donate, per suo espresso desiderio, al museo dagli eredi dopo la sua morte.. 
Il museo ospita anche alcune significative opere di Giulio Branca e di Arturo Martini.

### Fotografia e grafica
In contemporanea all’organizzazione di alcuni importanti eventi espositivi (nel 1983 la mostra “Quattro a Verbania” e nel 1985 “Paolo Monti. Laboratorio ossolano”), prende avvio l’istituzione di una sezione fotografica, tesa a raccogliere documentazione in grado di illustrare il territorio del Verbano nelle trasformazioni subite dal suo paesaggio e nella vita dei suoi abitanti. A partire dal 1982 il Museo inizia quindi a raccogliere materiale sia professionale (realizzato da autori ampiamente storicizzati o da fotografi locali meno conosciuti) sia amatoriale. La collezione è stata incrementata sino agli anni novanta, con periodici acquisti presso privati e collezionisti e grazie a preziose donazioni. Il fondo è oggi costituito da circa 15 000 unità, tra positivi e negativi (negativi su vetro e su pellicola, ferrotipi, stampe alla gelatina ai sali d'argento, all'albumina, autocromie). Le fotografie coprono un arco cronologico che va dalla metà del XIX secolo fino agli anni novanta del Novecento. Nella varietà dei soggetti, si possono identificare diversi nuclei tematici: eventi di storia locale (guerra, scuola, feste, sport, forme devozionali), paesaggio del Verbano, patrimonio artistico locale e nazionale, immagini che documentano i precedenti allestimenti e le opere del Museo, ritratti fotografici di personaggi celebri o di personalità locali, fotografie di famiglia. Al momento, tutto il materiale è in fase di riordino e catalogazione.
La sezione grafica comprende oltre 200 stampe e disegni di vario tipo.

### Archeologia
Il museo comprende una sezione staccata di archeologia presso il municipio del comune di Ornavasso nella quale sono conservati i reperti rinvenuti da Enrico Bianchetti nel corso degli scavi che portarono alla luce due necropoli appartenenti ai Leponzi nel comune di Ornavasso. Un primo gruppo di tombe in località S. Bernardo alla fine dell'Ottocento e risalenti al II-I secolo a.C. e un secondo gruppo di tombe in località "In Persona" e comprendenti 165 tombe risalenti al I secolo a.C.-I secolo d.C., che furono donate nel 1961 al museo. I reperti conservati comprendono ornamenti femminili in oro, argento e pasta vitrea e spade celtiche in ferro, punte di lancia e giavellotti, oggetti di uso quotidiano, come ceramiche di produzione locale e più raffinate di importazione dall'Italia e vasellame in bronzo di produzione etrusca. Provenienti dalle tombe più recenti di In Persona ci sono anche spade simili a quelle romane e con foderi in legno con rinforzi metallici in punta (invece di essere sospese con anelli come in quelle celtiche).
Nelle tombe più recenti scarseggiano gli oggetti di lusso, segno dell'integrazione del territorio nell'impero romano e la perdita di potere delle comunità locali. Tra i reperti ci sono inoltre numerose collezioni di monete romane.
Sono inoltre conservate iscrizioni in lingua leponzia, scritte con caratteri etruschi modificati, la maggior parte delle quali provenienti da vasi.